# Hesamoddin Dżafari
Hesamoddin Dżafari (pers. حسام الدین جعفری) – irański zapaśnik w stylu klasycznym. Srebrny medalista mistrzostw Azji w 1983. Startował w kategorii 100 kg.